# Sis dies de Buffalo
Els Sis dies de Buffalo era una cursa de ciclisme en pista, de la modalitat de sis dies, que es corria al velòdrom Broadway Arsenal, construït per a l'ocasió, a Buffalo (Estats Units d'Amèrica). La seva primera edició data del 1910 i va durar fins al 1948. Gustav Kilian, amb quatre victòries, fou el ciclista que més vegades guanyà la competició.

## Palmarès
| Any      | Primers                              | Segons                              | Tercers                          |
| -------- | ------------------------------------ | ----------------------------------- | -------------------------------- |
| 1910     | Peter Drobach · Alfred Hill          | Walter De Mara · Charles Stein      | John Bedell · Menus Bedell       |
| 1911     | Ernie Pye · Jack Clark               | Paddy Hehir · Alfred Goullet        | Iver Lawson · Eddy Root          |
| 1912     | No disputats                         |                                     |                                  |
| 1913     | Peter Drobach · Paddy Hehir          | Worth Mitten · Gordon Walker        | George Cameron · Iver Lawson     |
| 1914     | No disputats                         |                                     |                                  |
| 1915     | Francesco Verri · Reginald McNamara  | Clarence Carman · Frank Corry       | George Cameron · Harry Kaiser    |
| 1916-33  | No disputats                         |                                     |                                  |
| 1934 (1) | Fred Ottevaire · William Peden       | Tino Reboli · Reginald McNamara     | Fred Spencer · Charles Winter    |
| 1934 (2) | Gerard Debaets · Alfred Letourneur   | Willie Grimm · Norman Hill          | Franz Duelberg · Ewald Wissel    |
| 1935 (1) | Franco Giorgetti · Alfred Letourneur | Tino Reboli · Bobby Thomas          | Willie Grimm · Avanti Martinetti |
| 1935 (2) | Louis Cohen · Dave Lands             | Jerry Rodman · Bobby Thomas         | Willie Grimm · Charly Ritter     |
| 1936     | No disputats                         |                                     |                                  |
| 1937 (1) | Douglas Peden · William Peden        | Tino Reboli · Charly Yaccino        | Russell Allen · Henry O'Brien    |
| 1937 (2) | Gustav Kilian · Heinz Vopel          | Alfred Crossley · Jimmy Walthour    | Tino Reboli · Gerard Debaets     |
| 1938 (1) | Omer De Bruycker · Alfred Letourneur | Douglas Peden · William Peden       | Tino Reboli · Henry O'Brien      |
| 1938 (2) | Gustav Kilian · Bobby Thomas         | Douglas Peden · William Peden       | Alfred Crossley · Jimmy Walthour |
| 1939     | Gustav Kilian · Cecil Yates          | Heinz Vopel · Henry O'Brien         | Alfred Crossley · Jimmy Walthour |
| 1940     | Heinz Vopel · Cecil Yates            | Douglas Peden · William Peden       | Gustav Kilian · Henry O'Brien    |
| 1941     | Heinz Vopel · Gustav Kilian          | Angelo De Bacco · Cesare Moretti Jr | Jules Audy · René Cyr            |
| 1942-47  | No disputats                         |                                     |                                  |
| 1948     | René Cyr · Cesare Moretti Jr         | Walter Diggelmann · Henri Surbatis  | Francis Grauss · André Pousse    |